# Kizz Daniel
Oluwatobiloba Daniel Anidugbe (né le 1er mai 1994), mieux connu sous le nom de Kizz Daniel (anciennement Kiss Daniel), est un chanteur et auteur-compositeur nigérian. Il est devenu célèbre en 2014 avec son premier single, "Woju". Il a signé un contrat de disque avec G-Worldwide Entertainment en 2013, mais a quitté le label à la suite d'un litige contractuel et d'une affaire judiciaire. Il a fondé le label Fly Boy Inc en novembre 2017.
Le 8 août 2022, Kizz Daniel a été arrêté à Dar es Salam par la police tanzanienne pour défaut de performance. Le 3 février 2023, il a été annoncé par Audiomack aux côtés de Snazzy the Optimist, Asake et 1ucid comme les artistes les plus tendance et les plus diffusés,.

## Biographie
Kizz Daniel est né sous le nom d'Oluwatobiloba Daniel Anidugbe à Abeokuta, État d'Ogun, Nigeria. Il vient de la région du gouvernement local d'Abeokuta North. Il a fréquenté la Grammar School d'Abeokuta (en) et est diplômé de l'Université fédérale d'agriculture d'Abeokuta (en) en 2013, avec un diplôme en gestion des ressources en eau et en agrométéorologie (ingénierie de l'eau). Alors qu'il était à l'université, il a décidé de poursuivre la musique en tant que carrière en plus de ses études´.

## Discographie

### Albums studio et EP
- New Era (2016)
- No Bad Songz (2018)
- King of Love (2020)
- Barnabas (2021)[12]